# Kansas (rzeka)
Kansas (ang. Kansas River, znana również jako Kaw) – rzeka w północno-wschodniej części stanu Kansas w USA, prawostronny dopływ Missouri. Jej nazwa pochodzi od indiańskiego plemienia Kaw, zamieszkałego w okolicy. Od rzeki z kolei pochodzi nazwa stanu Kansas.
Rzeka powstaje połączenia rzek Smoky Hill i Republican.
Dolina rzeki ma średnią szerokość 4,2 km. Jeden z najszerszych jej punktów znajduje się między Wamego i Rossville, szerokość wynosi 6,4 km, następnie maleje ona do 1,6 km lub mniej w miejscach poniżej Eudora.